# تسوبامه، نیگاتا
تسوبامه در استان نیگاتا در کشور ژاپن  واقع شده‌است  که دارای جمعیت ۸۲٬۹۱۰ نفر و مساحت ۱۱۰٫۸۸ کیلومتر مربع با تراکم جمعیت ۷۴۸  نفر در کیلومترمربع است و در تاریخ ۲۰ مارس ۲۰۰۶ به عنوان شهر شناخته شد.